# Sofijin svijet
Sofijin svijet (nor. Sofies verden) roman je norveškog književnika Josteina Gaardera objavljen 1991. godine.  Ovo je bila najprodavanija knjiga u svijetu 1995., i po njoj je snimljen istoimeni film a napravljena je i računalna igra. Podnaziv romana je "Roman o povijesti filozofije", preveden je na 54 jezika i tiskan u više od 30 milijuna primjeraka.

## Radnja
Roman je napisan kao "komentar" romanu Tajna igraćih karata koju je Gaarder objavio 1990. Kada glavni protagonist knjige Tajna igraćih karata dođe kući trebao bi u svojoj knjižnici pronaći knjigu koja bi mu objasnila i dala odgovore na filozofska pitanja. Međutim takve knjige nije bilo i to je bio razlog zašto je napisana. 
Glavna junakinja knjige Sofijin svijet, djevojčica Sofija, koja živi u Norveškoj 1990., iznenada dobije više mističnih pisama o filozofskim pitanjima koja joj šalje filozof Alberto Knox, i ta pisma postaju cjelokupni filozofski tečaj. U početku roman govori o Bibliji da bi kasnije obradio neke velike filozofe; između ostalih Sokrata, Kanta i Freuda.
Roman je primjer meta-književnosti. Na kraju romana Sofija uviđa da je ona fiktivna osoba u knjizi norveškog UN-vojnika koji piše svojoj kćerci (Hilde Møller Knag) da bi je podučavao filozofiju (to je također ta knjiga koju čitatelji čitaju do trenutka kada to Sofija otkrije). Jedan od glavnih filozofa obrađenih u romanu je zato Berkeley, koji je tvrdio da ne postoji drugi "objektivan" svijet izvan naše percepcije.